# La Concha, Veracruz
La Concha är en ort i Mexiko.   Den ligger i kommunen Papantla och delstaten Veracruz, i den sydöstra delen av landet, 220 km nordost om huvudstaden Mexico City. La Concha ligger 98 meter över havet och antalet invånare är 672.
Terrängen runt La Concha är platt norrut, men söderut är den kuperad. Runt La Concha är det ganska tätbefolkat, med 179 invånare per kvadratkilometer. Närmaste större samhälle är Poza Rica de Hidalgo, 18,4 km väster om La Concha. Trakten runt La Concha består till största delen av jordbruksmark.